# Quinze Jours ailleurs
Pour plus de détails, voir Fiche technique et Distribution.
Quinze Jours ailleurs (titre original : Two Weeks in Another Town) est un film américain de Vincente Minnelli, sorti en 1962.

## Synopsis
L'acteur Jack Andrus vient de séjourner trois ans en « maison de repos », à la suite de crises d'alcoolisme répétées l'ayant mené à des excès.
Il reçoit un télégramme de son ami, le réalisateur Maurice Kruger : celui-ci l'invite à passer quinze jours à Rome, sur le tournage de son nouveau film. Andrus s'y rend, pensant obtenir un rôle important. Mais Kruger, le jugeant imprévisible, ne lui confie qu'un modeste travail.

## Fiche technique
- Titre : Quinze Jours ailleurs
- Titre original : Two Weeks in Another Town
- Réalisation : Vincente Minnelli
- Assistant-réalisateur : Erich von Stroheim Jr.
- Scénario : Charles Schnee, d'après le roman éponyme publié en 1960 par Irwin Shaw
- Producteur : John Houseman et Ethel Winant productrice associée
- Société de production : John Houseman Productions et Metro-Goldwyn-Mayer
- Photographie : Milton R. Krasner
- Cadreur : Fred Koenekamp
- Musique : David Raksin
- Direction artistique : George W. Davis et Urie McCleary
- Décors : Henry Grace et Keogh Gleason
- Costumes : Walter Plunkett (non crédité) et Pierre Balmain garde robe : Miss Charisse
- Montage : Adrienne Fazan et Robert J. Kern Jr.
- Pays de production :  États-Unis
- Langue Anglais, Italien
- Format : Couleurs (en CinemaScope et Metrocolor) - Son : Mono (Westrex Recording System)
- Genre : Film dramatique
- Durée : 107 minutes
- Date de sortie : 
  - États-Unis : 17 août 1962 (New York)
  - France : 26 juin 1963

## Distribution
- Kirk Douglas (VF : Roger Rudel) : Jack Andrus
- Edward G. Robinson (VF : Serge Nadaud) : Maurice Kruger
- Cyd Charisse (VF : Jacqueline Porel) : Carlotta
- George Hamilton (VF : Michel Cogoni) : Davie Drew
- Daliah Lavi (VF : Michele Bardollet) : Veronica
- Claire Trevor (VF : Lita Recio) : Clara Kruger
- James Gregory (VF : Michel Gatineau) : Brad Byrd
- Rosanna Schiaffino : Barzelli
- Joanna Roos : Janet Bark
- George Macready (VF : Jean-Henri Chambois) : Lew Jordan
- Mino Doro (VF : Henry Djanik) : Tucino
- Stefan Schnabel : Zeno
- Vito Scotti (VF : Jean Michaud) : L'assistant-réalisateur
- Tom Palmer (VF : Michel Gudin) : Le docteur Cold Eyes
- Erich von Stroheim Jr. (VF : Jacques Thébault) : Ravinski
- Leslie Uggams : la chanteuse
- Alberto Morin (non crédité) : un cadreur
- Louis Calhern (VF : Georges Aminel) : George Lorrison (extrait du film Les Ensorcelés)
- Lana Turner (VF : Claire Guibert) : Georgia Lorrison (extrait du film Les Ensorcelés)

## Commentaires
Ce film exprime, en partie, la nostalgie d'une époque révolue, et ce n'est manifestement pas un hasard si, dans une scène, Andrus et Kruger visionnent Les Ensorcelés du même Minnelli, tourné avec Kirk Douglas dix ans auparavant.